# Potts (Familienname)
Potts ist ein englischer Familienname.

## Namensträger
- Alec Potts (* 1996), australischer Bogenschütze
- Allan Potts (1904–1952), US-amerikanischer Eisschnellläufer
- Andrew Lee Potts (* 1979), englischer Schauspieler
- Andy Potts (* 1976), US-amerikanischer Schwimmer und Triathlet
- Annie Potts (* 1952), US-amerikanische Schauspielerin
- Benjamin Franklin Potts (1836–1887), US-amerikanischer Politiker (Montana-Territorium)
- Bill Potts (1928–2005), US-amerikanischer Jazzmusiker
- Charlotte Potts (* 1986), deutsche Journalistin und Fernsehmoderatorin
- Cliff Potts (Cliff Potter; * 1942), US-amerikanischer Schauspieler
- Daniel T. Potts (* 1953), australischer Archäologe
- David Potts (Politiker) (1794–1863), US-amerikanischer Politiker
- David Potts (Musiker) (* 1970), britischer Musiker
- David M. Potts (Politiker) (David Matthew Potts; 1906–1976), US-amerikanischer Jurist und Politiker
- David M. Potts (Bauingenieur) (David Malcolm Potts; * 1952), britischer Bauingenieur
- Don Potts (* 1936), US-amerikanischer Künstler
- Edward Potts (1881–1944), britischer Turner
- Gareth Potts (* 1983), englischer Poolbillardspieler
- Harry Potts (1920–1996), englischer Fußballspieler und -trainer
- Herbert Potts (1878–nach 1902), englischer Fußballspieler
- Jack Potts (1906–1987), britischer Langstrecken- und Hindernisläufer
- Jenna Potts (* 1994), US-amerikanische Volleyballspielerin
- John Potts, deutscher Expeditionsteilnehmer
- Marc Potts (* 1991), irischer Radsportler
- Matthew Potts (* 1998), englischer Cricketspieler
- Mavis Potts (1919–2005), neuseeländische Badmintonspielerin, siehe Mavis Kerr
- Michael Potts (Diplomat) (* 1949), australischer Diplomat
- Michael Potts (Schauspieler) (* 1962), US-amerikanischer Schauspieler
- Paul Potts (* 1970), britischer Tenor
- Reginald Potts (1892–1968), britischer Turner
- Renfrey Potts (1925–2005), australischer Physiker und Mathematiker
- Richard Potts (Politiker) (1753–1808), US-amerikanischer Politiker und Jurist
- Richard Potts (Anthropologe) (* 1953), US-amerikanischer Anthropologe
- Sarah-Jane Potts (* 1976), britische Schauspielerin
- Seán Potts (1930–2014), irischer Flötenspieler
- Steve Potts (Saxophonist) (* 1943), US-amerikanischer Jazz-Saxophonist
- Steve Potts (Schlagzeuger), US-amerikanischer Schlagzeuger
- Steve Potts (Fußballspieler) (* 1967), englischer Fußballspieler
- Sylvia Potts (1943–1999), neuseeländische Mittelstreckenläuferin
- William Potts (1883–1947), US-amerikanischer Polizist und Erfinder der modernen Verkehrsampel mit 3 Farben